# Tracy Krohn
Tracy Krohn (ur. 26 sierpnia 1954 roku w Houston) – amerykański kierowca wyścigowy.

## Kariera
Krohn rozpoczął karierę w międzynarodowych wyścigach samochodowych w 2003 roku od startów w klasie GT Panoz Racing Series. Z dorobkiem jedenastu punktów uplasował się na ósmej pozycji w końcowej klasyfikacji kierowców. W późniejszych latach Amerykanin pojawiał się także w stawce Grand American Rolex Series, American Le Mans Series, Grand-Am Cup GS, 24-godzinnego wyścigu Le Mans, Le Mans Series, Intercontinental Le Mans Cup, Porsche GT3 Cup Challenge Brazil, FIA World Endurance Championship oraz United Sports Car Championship.

## Wyniki w 24h Le Mans
| Rok  | Zespół                              | Partnerzy                        | Samochód               | Klasa  | Okr. | Poz. | Klasa Pos. |
| ---- | ----------------------------------- | -------------------------------- | ---------------------- | ------ | ---- | ---- | ---------- |
| 2006 | White Lightning Racing Krohn Racing | Jörg Bergmeister Niclas Jönsson  | Porsche 911 GT3-RSR    | GT2    | 148  | NU   | NU         |
| 2007 | Risi Competizione Krohn Racing      | Niclas Jönsson Colin Braun       | Ferrari F430 GT2       | GT2    | 314  | 19   | 2          |
| 2008 | Risi Competizione Krohn Racing      | Niclas Jönsson Eric van de Poele | Ferrari F430 GT2       | GT2    | 12   | NU   | NU         |
| 2009 | Risi Competizione Krohn Racing      | Niclas Jönsson Eric van de Poele | Ferrari F430 GT2       | GT2    | 323  | 22   | 3          |
| 2010 | Risi Competizione Krohn Racing      | Niclas Jönsson Eric van de Poele | Ferrari F430 GT2       | GT2    | 197  | NU   | NU         |
| 2011 | Krohn Racing                        | Niclas Jönsson Michele Rugolo    | Ferrari F430 GT2       | GTE Am | 123  | NU   | NU         |
| 2012 | Krohn Racing                        | Niclas Jönsson Michele Rugolo    | Ferrari 458 Italia GT2 | GTE Am | 323  | 25   | 3          |
| 2013 | Krohn Racing                        | Niclas Jönsson Maurizio Mediani  | Ferrari 458 Italia GT2 | GTE Am | 111  | NU   | NU         |
| 2014 | Krohn Racing                        | Niclas Jönsson Ben Collins       | Ferrari 458 Italia GT2 | GTE Am | 325  | 30   | 10         |